# Pranic Healing
Il Pranic Healing è una disciplina spirituale elaborata nel XX secolo da Master Choa Kok Sui, ingegnere chimico e uomo d'affari filippino di origine cinese, e pubblicata per la prima volta nel 1987 nel libro Miracoli con il Pranic Healing.
La disciplina comprende tecniche di meditazione e di trasferimento del prana o corpo energetico, che possono essere praticate da soli o essere praticate da un operatore, basate sul concetto di prana, ossia il "soffio vitale" presente nell'Universo e nel corpo umano e in tutte le forme di vita; in particolare, queste tecniche permettono (secondo i promotori della disciplina) di pulire le congestioni e dunque compensare eventuali squilibri del prana all'interno del corpo energetico, assorbendolo dall'Universo.
Queste tecniche, secondo i promotori del Pranic Healing, potrebbero essere usate come medicina complementare per ottenere la completa guarigione o un valido contributo al miglioramento delle condizioni di salute del paziente.
Le tecniche e le basi filosofiche di questa disciplina prendono spunto (in maggiore o minore misura) dal qi gong, dallo yoga, dalla teosofia e dai Rosacroce.
Il Pranic Healing non va confuso con la pranoterapia: dal punto di vista operativo quest'ultima è una tecnica consistente nella sola imposizione delle mani del pranoterapeuta sul paziente, con il trasferimento del prana dall'operatore al ricevente, mentre nel Pranic Healing l'operatore (che può essere lo stesso ricevente) assorbe il prana dall'ambiente e lo trasferisce nel ricevente.